# Иљмењ
Иљмењ (рус. Ильмень), моренско је језеро на северозападу европског дела Руске Федерације. Налази се у централном делу Новгородске области у географском средишту плитке и ниске Прииљмењске депресије. Припада Вишњеволочком хидросистему чијом градњом су повезани токови Волге и Неве.
Површина језерске акваторије у време просечног водостаја је 982 km², односно варира од минималних 733 km² до максимална 2.090 km². Максимална дужина језера је до 45 km, ширина до 35 km, односно дубина до 10 метара. Просечна дубина је између 3 и 4 метра. Ниво воде у језеру регулисан је градњом бране на реци Волхов (у доњем делу тока). Обале су доста ниске, у највећем делу замочварене и изузетно разуђене, док се у јужном делу налази пространа делта река Ловата и Поле површине преко 400 km². Под ледом је од новембра до априла.
У језеро се уливају укупно 52 реке, а највеће притоке су Ловат с Полистом, Мста, Пола, Шелоњ с Мшагом, Веронда и Верјажа. Једина отока је река Волхов која тече ка језеру Ладога и повезује Иљмењ са басеном реке Неве и Финског залива.
Ка језеру Иљмењ се одводњавају делови Новгородске, Псковске и Тверске области Русије, те Витепске области Белорусије. Језеро је пловно за пловила средње величине.